# شاندونغ
| 山东省 = Shāndōng Shěng الاسم المختصر: 鲁 = Lǔ   |                                            |
| تبدو مقاطعة شاندونغ باللون المغاير في هذه الصورة |                                            |
| أصل التسمية                                      | 山 = shān = جبل 东 = dōng= شرق "شرق الجبل" |
| نظام الإدارة                                     | مقاطعة                                     |
| العاصمة                                          | جينان                                      |
| رئيس لجنة الحزب الشيوعي الصيني المحلية           | تشانغ غاولي                                |
| الحاكم                                           | هان يوتشون                                 |
| المساحة                                          | 156,700 كلم² (الـ20)                       |
| السكان (2002) - الكثافة السكانية                 | 90,820,000 (الـ2) 580/كلم² (الـ5)          |
| الناتج المحلي الخام (2002)                       | 1055.2 مليار ¥ (الـ3)                      |
| أهم القوميات (2000)                              | الهان - 99.6%                              |

شاندونغ (بالصينية: 山东 = Shāndōng)هي مقاطعة داخلية في الصين. تقع على واجهة خليج بوهاي والبحر الأصفر (بحر الصين)، تقابلها على الواجهة الأخرى شبه جزيرة «لياودونغ». عاصمتها مدينة «جينان».
لعبت شاندونغ دورًا رئيسًا في التاريخ الصيني منذ بداية الحضارة الصينية على روافد النهر الأصفر. وكانت مركزًا محوريًا للثقافة والدين لدى الطاوية، والبوذية الصينية، والكونفوشية. جبل تايشان بشاندونغ هو أكثر جبل موقر في الطاوية ومزار عالمي يمتلك أطول تاريخ للعبادة الدينية المستمرة. كذلك كانت المعابد في الجبال الواقعة جنوب العاصمة جينان ضمن المزارات البوذية الرئيسة في الصين. مدينة تشيوفو هي مسقط رأس كونفوشيوس وتم اعتبارها مركز الكونفوشية فيما بعد. وتطورت الكونفوشية مما عُرف فيما بعد بمدارس الفكر المئة للفيلسوف الصيني كونفوشيوس.
موقع شاندونغ في ملتقى الطرق التجارية القديمة والحديثة بين الشمال والجنوب والشرق والغرب جعل منها مركزًا اقتصاديا. وبعد فترة من عدم الاستقرار السياسي والمعاناة الاقتصادية التي بدأت في أواخر القرن التاسع عشر، ظهرت شاندونغ كواحدة من أكثر مقاطعات الصين سكانًا (سجلت 99,470,000 مقيم في تعداد 2016) وازدهارًا، بناتج محلي إجمالي يقدر بـ7.65 تريليون رنمينبي في عام 2018 وهو ما يعادل 1.156 تريليون دولار أمريكي، مما جعلها ثالث أكثر مقاطعات الصين ثراء. كذلك تعتبر شاندونغ سادس أكثر تقسيم إداري مكتظ بالسكان في العالم.

## الاسم
تتكون كلمة شاندونغ في الصينية من رمزين: الأول (山) ويعني جبل؛ والثاني (东) ويعني شرق. ولذلك، فإنه يمكن ترجمة شاندونغ ترجمة حرفية إلى «شرق الجبال» وهو اسم يرمز لموقع المقطاعة في شرق جبال تايهانغ. تشيليو هو لقب شائع لشاندونغ وهو مأخوذ من ولايتي تشي وليو اللتين تواجدتا في منقطة شاندونغ خلال فترة الربيع والخريف. كانت ولاية تشي ولاية قوية، بينما لعبت ولاية ليو دورًا ثانويًا في السياسة في عهدها. ومع ذلك اكتسبت ولاية ليو شهرة لكونها موطن كونفوشيوس؛ لذلك غطى تأثيرها الثقافي على تأثير ولاية تشي. وتنعكس السيادة الثقافية لتاريخ ولاية ليو في الاختصار الرسمي لشاندونغ والذي هو "魯" (ليو).

## الجغرافيا
يغلب على تضاريسها الطبيعة الصخرية والجبلية، شواطئها متقطعة. في الشمال يقسم المنخفض المركزي المطل على شرم (خليج) «كياو تشو» جزئها شبه جزية «شاندونغ» الأعلى إلى شطرين. يتصل الجزء الغربي منها بالسهول الكبيرة في شمال الصين، والتي تكونت بفعل الترسبات الطينية لرافد نهر «هوانغ هي» الأدنى. يجتاز هذا الأخير (النهر) «شاندونغ»، ليصب في «بحر بوهاي».

### المناخ
تتمتع شاندونغ بمناخ معتدل، فهي تقع في منطقة تفصل بين المناخ الرطب شبه المداري والمناخ الرطب القاري، ولديها أربعة فصول. الصيف حار وغزير المطر (إلا في بعض المناطق الساحلية)، والشتاء بارد وجاف. متوسط درجات الحرارة هو من -5 إلى 1 درجة مئوية (من 23 إلى 34 درجة فهرنهايت) في فبراير ومن 24 إلى 28 درجة مئوية (من 75 إلى 82 درجة فهرنهايت) في يوليو. نسبة هطول الأمطار سنويا تترواح من 550 مليمتر إلى 950 مليمتر (من 22 إلى 37 إنش)، وهطول الأمطار يكون بكثرة في الصيف، بسبب الرياح الموسمية.

## التاريخ
ضمت منطقة «شاندونغ» إلى الصين أثناء حكم سلالة «شانغ» (1765-1066 ق.م) أولى السلالات التي حكمت البلاد. تعتبر مسقط رأس الفلاسفة أمثال: «كونفوشيوس» و«مينغ تسي». كان لها دور كبير في تاريخ الصين القديم.
بسبب معادنها الوفيرة أقدمت القوى الغربية على بسط سيطرتها على كافة الموانئ فيها وكذا خطوط السكك الحديدة وهذا منذ القرن الـ19 م. تنازلت الصين لبريطانيا عن منطقة «وييهاي» (1898-1930 م) بموجب عقد إيجار. كما حصلت ألمانيا على نفس الحقوق في منطقة «تشينغداو» (1898-1915 م) لتخلفها اليابان وعلى نفس المنطقة (1915-1922 م). بدأ الألمان أول أعمال استخراج الفحم في المنطقة، ثم تسارعت الوتيرة أثناء فترة الاحتلال الياباني للبلاد (1937-1945 م). عادت «شاندونغ» إلى الصين عام 1945 م، بعد انتهاء الحرب العالمية الثانية.

## الاقتصاد
من أهم المحاصيل الزراعية الفول السوداني، البطاطا الحلوة (وتعتبر «شاندومغ» أول منتج في الصين لها)، الحبوب، الصويا، الفواكه، التبغ والقطن. تشتهر المنطقة بتربية دودة الحرير (القز). يتجمع أغلب السكان حول مناطق المنخفض المركزي (ف يالشمال) وتتكاثف الأراضي المزروعة فيها. على السواحل حيث يسود مناخ معتدل، يتم زراعة الأشجار المثمرة (الكروم، الدراق، الإجاص).
تزخر المقاطعة بالموارد الطبيعية: الذهب، الألمونيوم، الماس، الرخام، الفحم (منجم «تسيبو»)، البترول (حقول النفط في «شينغلي» إلى الشمال) والحديد. من أهم الأنشطة الاقتصادية تحويل الحديد والصلب، الكيماويات (السمادات)، والصناعات النسيجية (الحرير).

## معرض صور

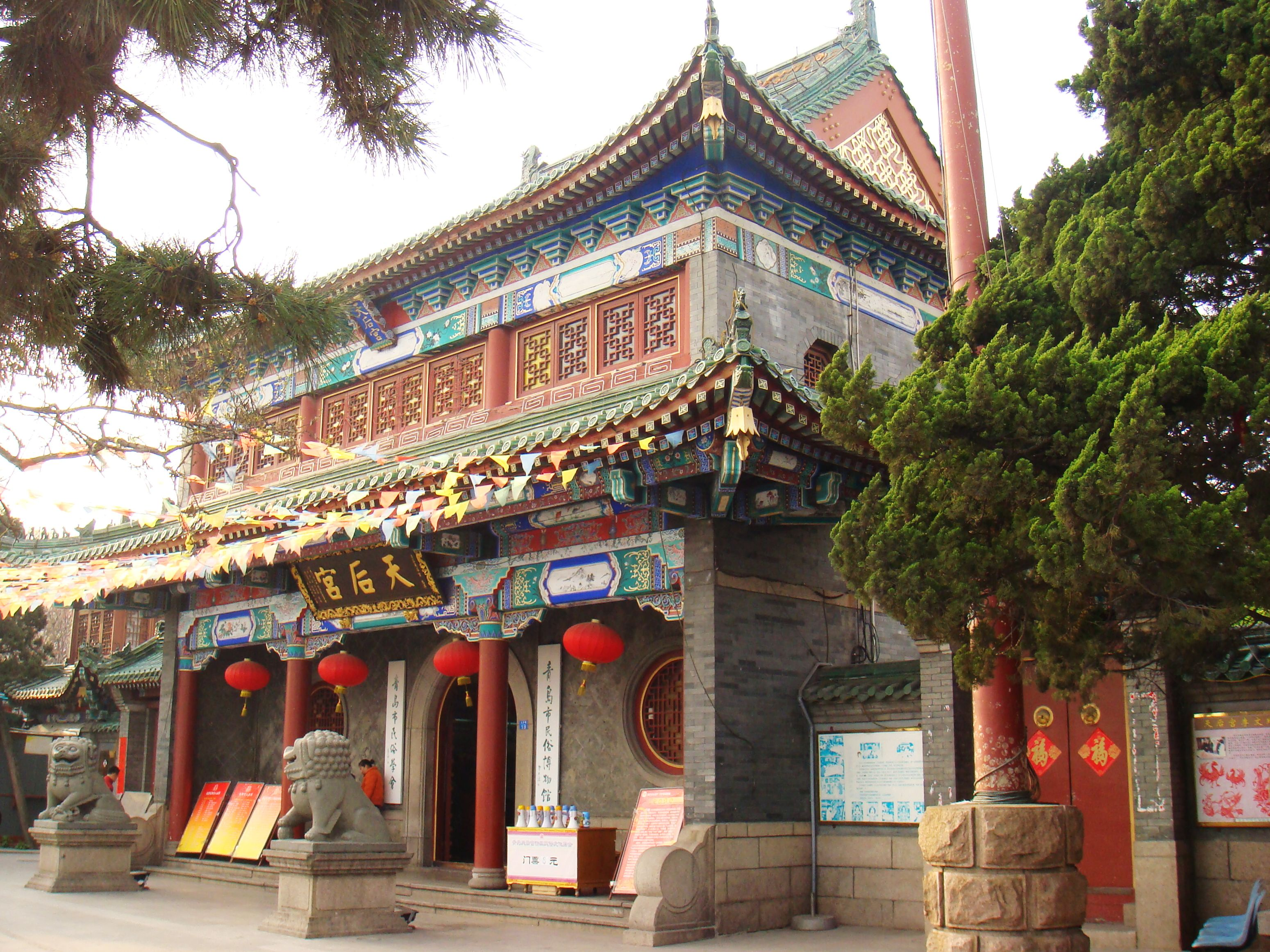
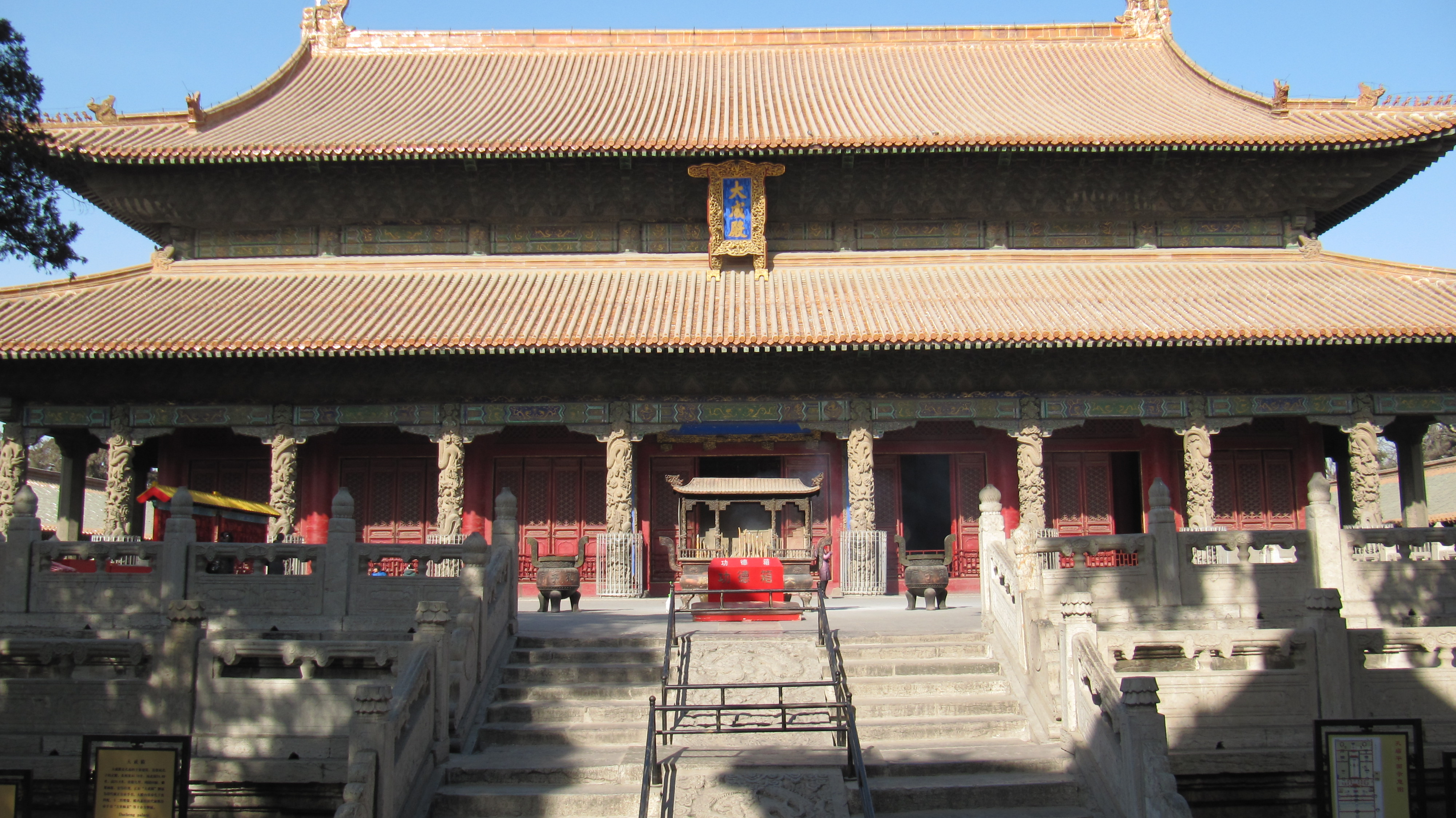
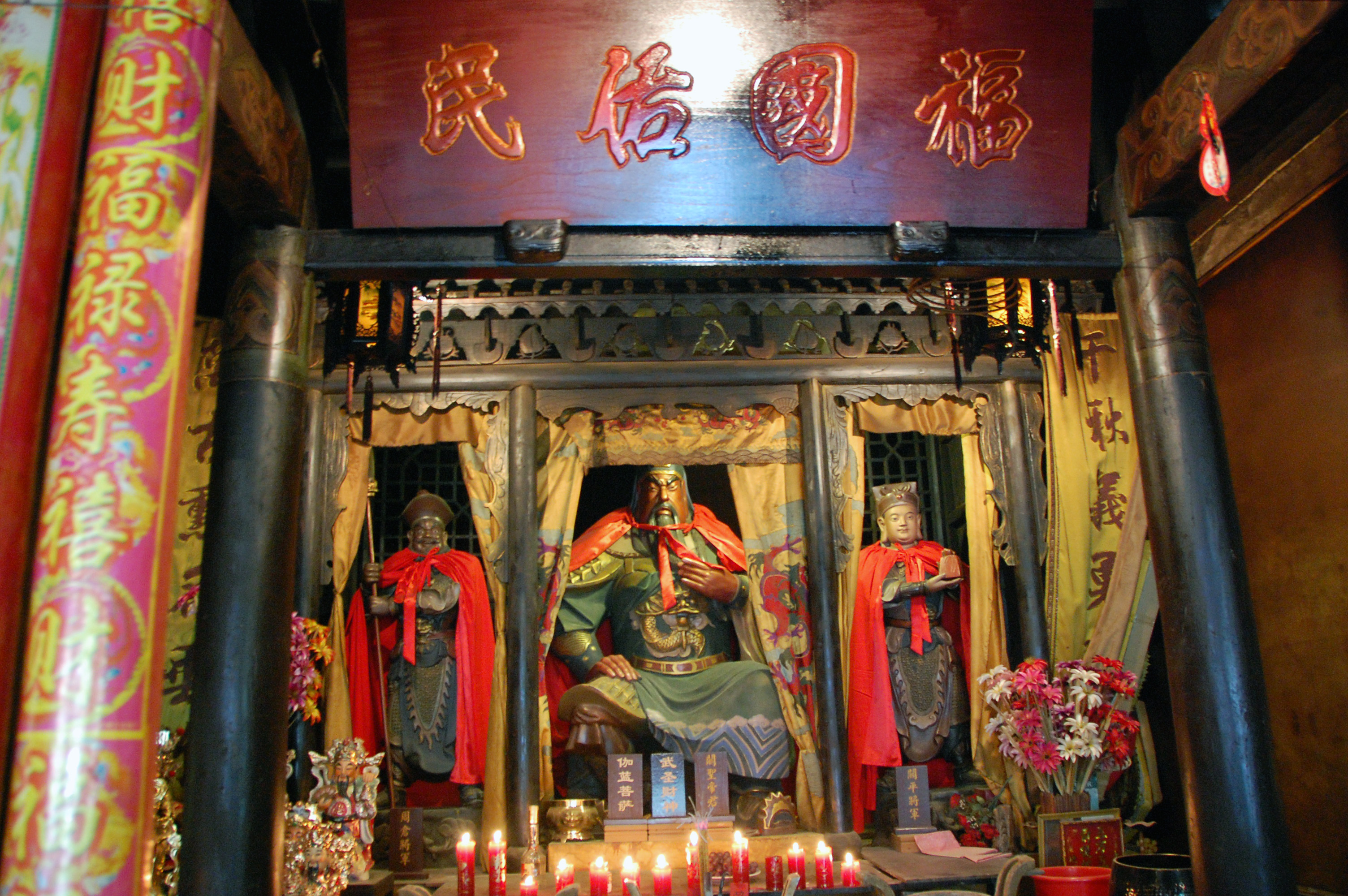